# Distretto di San Juan de Jarpa
Il distretto di  San Juan de Jarpa è uno dei nove distretti della provincia di Chupaca, in Perù. Si trova nella regione di Junín e si estende su una superficie di 129  chilometri quadrati.